# 茶网蝽
茶网蝽（学名：Stephanitis chinensis），又称茶军配虫、茶脊冠网蝽，是半翅目网蝽科的一种昆虫。其成虫和若虫以茶树叶片汁液为食，会使茶树叶片正面出现白色斑点，严重时白斑连片，叶片背面覆盖大量黑色排泄物、蜕壳和滋生的霉菌。天敌有军配盲蝽（Stethoconus japonicus）和南方小花蝽（Orius similis）等。
茶网蝽个体较小，但具有随风远距离传播的能力，其易暴发、易繁殖、易扩散等特点使得在适宜的自然条件下极易暴发成灾。